# 賀田金三郎

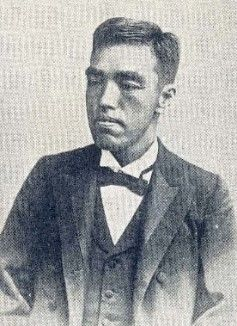
賀田金三郎肖像

賀田金三郎（1857年11月2日—1922年7月4日），日本山口縣出身的實業家，活躍於日本時代明治、大正時期的台灣。

## 生平
安政四年九月十六日（1857年11月2日）賀田金三郎生於長門國阿武郡萩城下（今山口縣萩市），1885年赴東京就職於藤田組，1887年就任於藤田組與大倉組合作的內外用達會社之伊予松山出張所主任，1891年內外用達會社解散，賀田改任大倉組松山支店長。明治28年（1895年）渡台，就任大倉組台灣支社總負責人，成為日本陸軍與台灣總督府之御用商人，從事軍需用品的徵集，及糧食建材運送與工事建築。
明治30年（1897年）以大倉喜八郎的名義，賀田與山下秀實、金子圭介共同創設驛傳社，承攬國庫金的遞送與納稅金的匯集，及承包輕便鐵道建設的勞務，為賀田組事業的起點。驛傳社的成立，實際上事前並未得到大倉喜八郎的同意，後來大倉組退出驛傳社，賀田任驛傳社社長。當時銀行業務不發達，政府公款皆以現金運送，驛傳社對總督府所委託運輸之公款，抽手續費一成，但亦須負全部賠償責任。
明治32年（1899年）5月賀田組成立，經營官衙用達、建築、物品販賣、運送業等業務。同年臺灣銀行創設並向民間募股，賀田應募4338股與大倉組的2652股，持股比率分別為8.7%及5.3%，僅次於日本政府出資，分居第二、第三大股東。1901年10月臺灣神社舉行鎮座祭，民間總代的領銜人為賀田，足見其為日治初期人物的代表性。

### 東台灣拓殖
明治三十二年（1899年）11月因臺灣總督府令第1585號，賀田組獲得加禮宛（花蓮縣新城鄉嘉里村與佳林村）、吳全城（花蓮縣壽豐鄉志學村一帶）、馬黎馬憩（花蓮縣鳳林鎮萬里橋一帶）、加路蘭（花蓮縣豐濱鄉磯崎村）之土地開墾承租權，共約19822公頃。並開始招募日本內地移民，設置賀田村，從事東台灣的開發。賀田除了開墾事業，也跨足金融、運輸、製冰、製糖、製腦、礦業等，之後又將事業擴大至日本內地和朝鮮。

## 主要事業
- 1897年3月，創立臺北電燈會社，任董事。[2]
- 1897年4月，與山田海三等創設臺北米穀市場，任監事。
- 1897年4月，與山下秀實創設驛傳社。
- 1897年6月，與久米民之助、永井岩太等組臺灣製冰會社。
- 1898年，台灣日日新報報社設立，任董事。
- 1899年7月，開設淡水、塗葛堀（臺中市龍井區一帶）定期航路。
- 1899年7月，臺灣銀行成立，任監事，為民間最大股東。
- 1899年11月，與荒井泰治等共同發起設立臺灣貯蓄銀行。
- 1899年11月，獲得開墾臺東原野許可，約19822公頃，開始東部拓殖。
- 1900年，投資臺灣製糖株式會社，任監事。
- 1908年，與荒井泰治共同經營四腳亭煤礦區。
- 1910年，與荒井泰治、藤崎三郎助等，發起設立臺灣肥料株式會社。
- 1920年，與基隆顏家、木村久太郎、林熊徵等，共同設立臺陽礦業株式會社，任社長。

### 書目
- 《知られざる東台湾》，山口政治，2007年。
- 《賀田金三郎翁小伝》，吉武源五郎，芳誼会，1923年。

### 引用
1. ↑  《賀田金三郎》コトバンク出版：朝日日本歴史人物事典
2. 1 2 3  .
3. 1 2  .
4. ↑  波形昭一編，《民間總督三好德三郎と辻利茶舖》，東京：日本圖書，2002年。